# 간효진
간효진은 대한민국의 바이올리니스트이다.

## 수상
- 서울종합예술학교 전국음악콩쿠르 초등부 현악부분 공동1등
- 제 38회 전국어린이 피아노·바이올린·첼로 경연대회 특상
- 24회 세계일보 음악콩쿠르 1위
- 제14회 CBS 전국 청소년 대상
- 45회 난파콩쿠르 최우수상

## 학력
- 이화여자대학교 사범대학 부속 이화유치원
- 예술의전당 영재아카데미
- 이화여자대학교 사범대학 부속초등학교
- 예원학교
- UdK Berlin - Musik